# Gustavo Re
Gustavo Re (Milán, 4 de julio de 1908-Barcelona, 5 de junio de 1979) fue un actor y presentador de televisión italiano afincado en España.

## Biografía
Se inició en el mundo del teatro de variedades. Llegó a España durante la II Guerra Mundial, y allí se uniría al grupo de Los Vieneses, junto a Artur Kaps y Franz Joham.
Debuta en el cine español en 1949 con la película 39 cartas de amor. Seguirían muchas otras como Todo es posible en Granada (1954) de José Luis Sáenz de Heredia, Un día perdido (1954) de José María Forqué, Historias de la radio (1955) también de Sáenz de Heredia, o El difunto es un vivo (1956) de Juan Lladó. En cine internacional, participó en Mr. Arkadin (1955) de Orson Welles.
Sin embargo, la gran popularidad le llegaría en los años 60, cuando de la mano de Artur Kaps y Franz Joham condujo numerosos espacios de variedades, musicales y de humor en los primeros años de Televisión Española. De aquella etapa son espacios míticos como: Amigos del martes (1961-1964), Noche de estrellas (1964-1965) o Noche del sábado (1965-1967). Igualmente colaboró en los espacios infantiles Fiesta con nosotros (1962-1965) y Día de fiesta (1965-1969).